# Bürglen
Bürglen és un municipi del cantó d'Uri (Suïssa).